# NBA Playoffs 1950
Gli NBA Playoffs 1950 si conclusero con la vittoria dei Minneapolis Lakers (campioni della NBA Central Division) che sconfissero i campioni della Eastern Division, i Syracuse Nationals.

## Squadre qualificate

### Eastern Division
1. Syracuse Nationals
2. N.Y. Knicks
3. Wash. Capitols
4. Philad. Warriors

### Central Division
1. Minneapolis Lakers
2. Rochester Royals
3. Ft. Wayne Pistons
4. Chicago Stags

### Western Division
1. Ind. Olympians
2. Anderson Packers
3. Tri-Cit. Blackhawks
4. Sheb. Red Skins

## Tabellone
|  | Semifinali di Division | Semifinali di Division | Semifinali di Division |                      |                      | Finali di Division   | Finali di Division | Finali di Division |  |    | Semifinali NBA       | Semifinali NBA | Semifinali NBA |  |    | Finale NBA           | Finale NBA | Finale NBA |
|  |                        |                        |                        |                      |                      |                      |                    |                    |  |    |                      |                |                |  |    |                      |            |            |
|  | C3                     | Ft. Wayne Pistons      | 2                      |                      |                      |                      |                    |                    |  |    |                      |                |                |  |    |                      |            |            |
|  | C2                     | Rochester Royals       | 0                      |                      |                      |                      |                    |                    |  |    |                      |                |                |  |    |                      |            |            |
|  | C2                     | Rochester Royals       | 0                      |                      | C3                   | Ft. Wayne Pistons    | 0                  |                    |  |    |                      |                |                |  |    |                      |            |            |
|  |                        |                        |                        |                      | C3                   | Ft. Wayne Pistons    | 0                  |                    |  |    |                      |                |                |  |    |                      |            |            |
|  |                        |                        | C1                     | Minneapolis Lakers * | 2                    |                      |                    |                    |  |    |                      |                |                |  |    |                      |            |            |
|  | C1                     | Minneapolis Lakers *   | C1                     | Minneapolis Lakers * | 2                    | 2                    |                    |                    |  |    |                      |                |                |  |    |                      |            |            |
|  | C1                     | Minneapolis Lakers *   |                        |                      |                      | 2                    |                    |                    |  |    |                      |                |                |  |    |                      |            |            |
|  | C4                     | Chicago Stags          | 0                      |                      |                      |                      |                    |                    |  |    |                      |                |                |  |    |                      |            |            |
|  | C4                     | Chicago Stags          | 0                      |                      |                      |                      |                    |                    |  | C1 | Minneapolis Lakers * | 2              |                |  |    |                      |            |            |
|  |                        |                        |                        |                      |                      |                      |                    |                    |  | C1 | Minneapolis Lakers * | 2              |                |  |    |                      |            |            |
|  |                        | W2                     | Anderson Packers       | 0                    |                      |                      |                    |                    |  |    |                      |                |                |  |    |                      |            |            |
|  | W1                     | W2                     | Anderson Packers       | 0                    | Ind. Olympians *     | 2                    |                    |                    |  |    |                      |                |                |  |    |                      |            |            |
|  | W1                     |                        |                        |                      | Ind. Olympians *     | 2                    |                    |                    |  |    |                      |                |                |  |    |                      |            |            |
|  | W4                     | Sheb. Red Skins        | 1                      |                      |                      |                      |                    |                    |  |    |                      |                |                |  |    |                      |            |            |
|  | W4                     | Sheb. Red Skins        | 1                      |                      | W1                   | Ind. Olympians *     | 1                  |                    |  |    |                      |                |                |  |    |                      |            |            |
|  |                        |                        |                        |                      | W1                   | Ind. Olympians *     | 1                  |                    |  |    |                      |                |                |  |    |                      |            |            |
|  |                        |                        | W2                     | Anderson Packers     | 2                    |                      |                    |                    |  |    |                      |                |                |  |    |                      |            |            |
|  | W2                     | Anderson Packers       | W2                     | Anderson Packers     | 2                    | 2                    |                    |                    |  |    |                      |                |                |  |    |                      |            |            |
|  | W2                     | Anderson Packers       |                        |                      |                      | 2                    |                    |                    |  |    |                      |                |                |  |    |                      |            |            |
|  | W3                     | Tri-Cit. Blackhawks    | 1                      |                      |                      |                      |                    |                    |  |    |                      |                |                |  |    |                      |            |            |
|  | W3                     | Tri-Cit. Blackhawks    | 1                      |                      |                      |                      |                    |                    |  |    |                      |                |                |  | C1 | Minneapolis Lakers * | 4          |            |
|  |                        |                        |                        |                      |                      |                      |                    |                    |  |    |                      |                |                |  | C1 | Minneapolis Lakers * | 4          |            |
|  |                        | E1                     | Syracuse Nationals *   | 2                    |                      |                      |                    |                    |  |    |                      |                |                |  |    |                      |            |            |
|  | E1                     | E1                     | Syracuse Nationals *   | 2                    | Syracuse Nationals * | 2                    |                    |                    |  |    |                      |                |                |  |    |                      |            |            |
|  | E1                     |                        |                        |                      | Syracuse Nationals * | 2                    |                    |                    |  |    |                      |                |                |  |    |                      |            |            |
|  | E4                     | Philad. Warriors       | 0                      |                      |                      |                      |                    |                    |  |    |                      |                |                |  |    |                      |            |            |
|  | E4                     | Philad. Warriors       | 0                      |                      | E1                   | Syracuse Nationals * | 2                  |                    |  |    |                      |                |                |  |    |                      |            |            |
|  |                        |                        |                        |                      | E1                   | Syracuse Nationals * | 2                  |                    |  |    |                      |                |                |  |    |                      |            |            |
|  |                        |                        | E2                     | N.Y. Knicks          | 1                    |                      |                    |                    |  |    |                      |                |                |  |    |                      |            |            |
|  | E2                     | N.Y. Knicks            | E2                     | N.Y. Knicks          | 1                    | 2                    |                    |                    |  |    |                      |                |                |  |    |                      |            |            |
|  | E2                     | N.Y. Knicks            |                        |                      |                      | 2                    |                    |                    |  |    |                      |                |                |  |    |                      |            |            |
|  | E3                     | Wash. Capitols         | 0                      |                      |                      |                      |                    |                    |  |    |                      |                |                |  |    |                      |            |            |
|  | E3                     | Wash. Capitols         | 0                      |                      |                      |                      |                    |                    |  | E1 | Syracuse Nationals * |                |                |  |    |                      |            |            |
|  |                        |                        |                        |                      |                      |                      |                    |                    |  | E1 | Syracuse Nationals * |                |                |  |    |                      |            |            |
|  |                        |                        |                        |                      |                      |                      |                    |                    |  |    |                      |                |                |  |    |                      |            |            |
|  |                        |                        |                        |                      |                      |                      |                    |                    |  |    |                      |                |                |  |    |                      |            |            |
|  |                        |                        |                        |                      |                      |                      |                    |                    |  |    |                      |                |                |  |    |                      |            |            |
|  |                        |                        |                        |                      |                      |                      |                    |                    |  |    |                      |                |                |  |    |                      |            |            |
|  |                        |                        |                        |                      |                      |                      |                    |                    |  |    |                      |                |                |  |    |                      |            |            |
|  |                        |                        |                        |                      |                      |                      |                    |                    |  |    |                      |                |                |  |    |                      |            |            |
|  |                        |                        |                        |                      |                      |                      |                    |                    |  |    |                      |                |                |  |    |                      |            |            |
|  |                        |                        |                        |                      |                      |                      |                    |                    |  |    |                      |                |                |  |    |                      |            |            |
|  |                        |                        |                        |                      |                      |                      |                    |                    |  |    |                      |                |                |  |    |                      |            |            |

Legenda
- * Vincitore Division
- "Grassetto" Vincitore serie
- "Corsivo" Squadra con fattore campo

## Eastern Division

### Semifinali

#### (1) Syracuse Nationals - (4) Philadelphia Warriors
RISULTATO FINALE: 2-0
| Geddes 22 marzo 1950 Gara 1                                         | Syracuse Nationals | 93 – 76 (20-24, 28-14, 19-17, 26-21) referto | Philad. Warriors | State Fair Coliseum |
| G. Ratkovicz 25 Punti C. Crossin 20 D. Schayes 6 Assist A. Guokas 4 |                    |                                              |                  |                     |
|                                                                     |                    |                                              |                  |                     |
| G. Ratkovicz 25                                                     | Punti              | C. Crossin 20                                |                  |                     |
| D. Schayes 6                                                        | Assist             | A. Guokas 4                                  |                  |                     |

| Filadelfia 23 marzo 1950 Gara 2                                | Philad. Warriors | 53 – 59 (12-16, 19-10, 13-13, 9-20) referto | Syracuse Nationals | Philadelphia Arena |
| V. Gardner 17 Punti D. Schayes 16 L. Mogus 4 Assist A. Cervi 2 |                  |                                             |                    |                    |
|                                                                |                  |                                             |                    |                    |
| V. Gardner 17                                                  | Punti            | D. Schayes 16                               |                    |                    |
| L. Mogus 4                                                     | Assist           | A. Cervi 2                                  |                    |                    |

PRECEDENTI IN REGULAR SEASON
| Regular Season 1949-50                                                                              | Syracuse Nationals | 2 – 0                                             | Philad. Warriors | Referto 1 - Referto 2 |
| Syracuse Nationals 82 Syracuse Nationals 64 Punti 72 Philadelphia Warriors 62 Philadelphia Warriors |                    |                                                   |                  |                       |
| |                    |                                                   |                  |                       |
| Syracuse Nationals 82 Syracuse Nationals 64                                                         | Punti              | 72 Philadelphia Warriors 62 Philadelphia Warriors |                  |                       |

PRECEDENTI NEI PLAYOFF

Si è trattata della prima sfida tra le due squadre ai playoff.

#### (2) New York Knicks - (3) Washington Capitols
RISULTATO FINALE: 2-0
| Arbitri: | Jocko Collins Sam Schoenfeld |

|               |        |             |
| F. Scolari 23 | Punti  | C. Braun 26 |
| D. Otten 4    | Assist | C. Braun 6  |

| New York 22 marzo 1950 Gara 2                                                                | N.Y. Knicks | 103 – 83 (25-21, 26-21, 24-21, 28-20) referto | Wash. Capitols | Madison Square Garden III |
| H. Gallatin 20 Punti D. Otten 21 D. McGuire 6 Assist B. Feerick , B. McKinney , C. Halbert 3 |             |                                               |                |                           |
|                                                                                              |             |                                               |                |                           |
| H. Gallatin 20                                                                               | Punti       | D. Otten 21                                   |                |                           |
| D. McGuire 6                                                                                 | Assist      | B. Feerick, B. McKinney, C. Halbert 3         |                |                           |

PRECEDENTI IN REGULAR SEASON
| Regular Season 1949-50 | N.Y. Knicks | 5 – 1 | Wash. Capitols | Referto 1 - Referto 2 - Referto 3 - Referto 4, Referto 5 - Referto 6 |
| Washington Capitols 74 New York Knicks 87 Washington Capitols 70 New York Knicks 73 Washington Capitols 71 New York Knicks 89 Punti 89 New York Knicks 67 Washington Capitols 64 New York Knicks 72 Washington Capitols 76 New York Knicks 81 Washington Capitols |             | |                |                                                                      |
| |             | |                |                                                                      |
| Washington Capitols 74 New York Knicks 87 Washington Capitols 70 New York Knicks 73 Washington Capitols 71 New York Knicks 89 | Punti       | 89 New York Knicks 67 Washington Capitols 64 New York Knicks 72 Washington Capitols 76 New York Knicks 81 Washington Capitols |                |                                                                      |

PRECEDENTI NEI PLAYOFF
|  | N.Y. Knicks | 0 – 1 | Wash. Capitols (1949) |  |

### Finale

#### (1) Syracuse Nationals - (2) New York Knicks
RISULTATO FINALE: 2-1
| Geddes 26 marzo 1950 Gara 1                                   | Syracuse Nationals | 91 – 83 (d.1t.s.) (36-42 [1T], 41-35 [2T]) (14-6) referto | N.Y. Knicks | State Fair Coliseum |
| D. Schayes 26 Punti C. Braun 22 A. Levane 4 Assist C. Braun 4 |                    |                                                           |             |                     |
|                                                               |                    |                                                           |             |                     |
| D. Schayes 26                                                 | Punti              | C. Braun 22                                               |             |                     |
| A. Levane 4                                                   | Assist             | C. Braun 4                                                |             |                     |

| New York 30 marzo 1950 Gara 2                                     | N.Y. Knicks | 80 – 76 (42-33 [1T], 38-43 [2T]) referto | Syracuse Nationals | Madison Square Garden III |
| V. Boryla 21 Punti G. Ratkovicz 17 D. McGuire 7 Assist A. Cervi 4 |             |                                          |                    |                           |
|                                                                   |             |                                          |                    |                           |
| V. Boryla 21                                                      | Punti       | G. Ratkovicz 17                          |                    |                           |
| D. McGuire 7                                                      | Assist      | A. Cervi 4                               |                    |                           |

| Geddes 2 aprile 1950 Gara 3                                                                    | Syracuse Nationals | 91 – 80 (45-42 [1T], 46-38 [2T]) referto | N.Y. Knicks | State Fair Coliseum |
| D. Schayes 24 Punti H. Gallatin , E. Vandeweghe 17 D. Schayes , A. Cervi 3 Assist D. McGuire 5 |                    |                                          |             |                     |
|                                                                                                |                    |                                          |             |                     |
| D. Schayes 24                                                                                  | Punti              | H. Gallatin, E. Vandeweghe 17            |             |                     |
| D. Schayes, A. Cervi 3                                                                         | Assist             | D. McGuire 5                             |             |                     |

PRECEDENTI IN REGULAR SEASON
| Regular Season 1949-50                                                                  | Syracuse Nationals | 2 – 0                                    | N.Y. Knicks | Referto 1 - Referto 2 |
| Syracuse Nationals 80 New York Knicks 74 Punti 66 New York Knicks 77 Syracuse Nationals |                    |                                          |             |                       |
|                                                                                         |                    |                                          |             |                       |
| Syracuse Nationals 80 New York Knicks 74                                                | Punti              | 66 New York Knicks 77 Syracuse Nationals |             |                       |

PRECEDENTI NEI PLAYOFF

Si è trattata della prima sfida tra le due squadre ai playoff.

## Central Division

### Semifinali

#### (1) Minneapolis Lakers - (4) Chicago Stags
RISULTATO FINALE: 2-0
| Minneapolis 22 marzo 1950 Gara 1                                 | Minneapolis Lakers | 85 – 75 (22-17, 17-18, 20-16, 26-24) referto | Chicago Stags | Minneapolis Auditorium |
| G. Mikan 30 Punti L. Barnhorst 17 G. Mikan 3 Assist A. Phillip 4 |                    |                                              |               |                        |
|                                                                  |                    |                                              |               |                        |
| G. Mikan 30                                                      | Punti              | L. Barnhorst 17                              |               |                        |
| G. Mikan 3                                                       | Assist             | A. Phillip 4                                 |               |                        |

| Chicago 25 marzo 1950 Gara 2      | Chicago Stags | 67 – 75 (17-19, 17-19, 16-18, 17-19) referto | Minneapolis Lakers | Chicago Stadium |
| M. Zaslofsky 31 Punti G. Mikan 34 |               |                                              |                    |                 |
|                                   |               |                                              |                    |                 |
| M. Zaslofsky 31                   | Punti         | G. Mikan 34                                  |                    |                 |

PRECEDENTI IN REGULAR SEASON
| Regular Season 1949-50 | Minneapolis Lakers | 4 – 2 | Chicago Stags | Referto 1 - Referto 2 - Referto 3 - Referto 4, Referto 5 - Referto 6 |
| Chicago Stags 86 Minneapolis Lakers 82 Chicago Stags 80 Minneapolis Lakers 103 Chicago Stags 68 Minneapolis Lakers 96 Punti 79 Minneapolis Lakers 96 Chicago Stags 91 Minneapolis Lakers 75 Chicago Stags 80 Minneapolis Lakers 83 Chicago Stags |                    | |               |                                                                      |
| |                    | |               |                                                                      |
| Chicago Stags 86 Minneapolis Lakers 82 Chicago Stags 80 Minneapolis Lakers 103 Chicago Stags 68 Minneapolis Lakers 96 | Punti              | 79 Minneapolis Lakers 96 Chicago Stags 91 Minneapolis Lakers 75 Chicago Stags 80 Minneapolis Lakers 83 Chicago Stags |               |                                                                      |

PRECEDENTI NEI PLAYOFF
|  | Minneapolis Lakers (1949) | 1 – 0 | Chicago Stags |  |

#### (2) Rochester Royals - (3) Fort Wayne Pistons
RISULTATO FINALE: 0-2
| Rochester 23 marzo 1950 Gara 1                                    | Rochester Royals | 84 – 90 (15-22, 20-26, 20-18, 29-24) referto | Ft. Wayne Pistons | Edgerton Park Arena |
| E. Mikan , B. Wanzer , P. Saul 15 Punti C. Wager , H. Schaefer 18 |                  |                                              |                   |                     |
|                                                                   |                  |                                              |                   |                     |
| E. Mikan, B. Wanzer, P. Saul 15                                   | Punti            | C. Wager, H. Schaefer 18                     |                   |                     |

| Fort Wayne 23 marzo 1950 Gara 2   | Ft. Wayne Pistons | 79 – 78 (d.1t.s.) (17-21, 23-11, 19-21, 11-17) (9-8) referto | Rochester Royals | North Side High School Gym |
| B. Carpenter 27 Punti A. Risen 17 |                   |                                                              |                  |                            |
|                                   |                   |                                                              |                  |                            |
| B. Carpenter 27                   | Punti             | A. Risen 17                                                  |                  |                            |

PRECEDENTI IN REGULAR SEASON
| Regular Season 1949-50 | Rochester Royals | 3 – 3 | Ft. Wayne Pistons | Referto 1 - Referto 2 - Referto 3 - Referto 4, Referto 5 - Referto 6 |
| Fort Wayne Pistons 69 Rochester Royals 97 Rochester Royals 84 Fort Wayne Pistons 76 Rochester Royals 73 Fort Wayne Pistons 60 Punti 66 Rochester Royals 79 Fort Wayne Pistons 92 Fort Wayne Pistons 74 Rochester Royals 70 Fort Wayne Pistons 65 Rochester Royals |                  | |                   |                                                                      |
| |                  | |                   |                                                                      |
| Fort Wayne Pistons 69 Rochester Royals 97 Rochester Royals 84 Fort Wayne Pistons 76 Rochester Royals 73 Fort Wayne Pistons 60 | Punti            | 66 Rochester Royals 79 Fort Wayne Pistons 92 Fort Wayne Pistons 74 Rochester Royals 70 Fort Wayne Pistons 65 Rochester Royals |                   |                                                                      |

PRECEDENTI NEI PLAYOFF

Si è trattata della prima sfida tra le due squadre ai playoff.

### Finale

#### (1) Minneapolis Lakers - (3) Fort Wayne Pistons
RISULTATO FINALE: 2-0
| Minneapolis 27 marzo 1950 Gara 1                             | Minneapolis Lakers | 93 – 79 (19-14, 30-14, 16-19, 28-32) referto | Ft. Wayne Pistons | Minneapolis Auditorium |
| G. Mikan 24 Punti F. Schaus 20 G. Mikan 4 Assist F. Schaus 4 |                    |                                              |                   |                        |
|                                                              |                    |                                              |                   |                        |
| G. Mikan 24                                                  | Punti              | F. Schaus 20                                 |                   |                        |
| G. Mikan 4                                                   | Assist             | F. Schaus 4                                  |                   |                        |

| Fort Wayne 28 marzo 1950 Gara 2 | Ft. Wayne Pistons | 82 – 89 (18-20, 20-26, 18-19, 26-24) referto | Minneapolis Lakers | North Side High School Gym |
| F. Schaus 33 Punti G. Mikan 37  |                   |                                              |                    |                            |
|                                 |                   |                                              |                    |                            |
| F. Schaus 33                    | Punti             | G. Mikan 37                                  |                    |                            |

PRECEDENTI IN REGULAR SEASON
| Regular Season 1949-50 | Minneapolis Lakers | 4 – 2 | Ft. Wayne Pistons | Referto 1 - Referto 2 - Referto 3 - Referto 4, Referto 5 - Referto 6 |
| Fort Wayne Pistons 87 Minneapolis Lakers 72 Minneapolis Lakers 91 Fort Wayne Pistons 78 Minneapolis Lakers 71 Fort Wayne Pistons 69 Punti 66 Minneapolis Lakers 58 Fort Wayne Pistons 75 Fort Wayne Pistons 79 Minneapolis Lakers 65 Fort Wayne Pistons 67 Minneapolis Lakers |                    | |                   |                                                                      |
| |                    | |                   |                                                                      |
| Fort Wayne Pistons 87 Minneapolis Lakers 72 Minneapolis Lakers 91 Fort Wayne Pistons 78 Minneapolis Lakers 71 Fort Wayne Pistons 69 | Punti              | 66 Minneapolis Lakers 58 Fort Wayne Pistons 75 Fort Wayne Pistons 79 Minneapolis Lakers 65 Fort Wayne Pistons 67 Minneapolis Lakers |                   |                                                                      |

PRECEDENTI NEI PLAYOFF

Si è trattata della prima sfida tra le due squadre ai playoff.

## Western Division

### Semifinali

#### (1) Indianapolis Olympians - (4) Sheboygan Red Skins
RISULTATO FINALE: 2-1
| Indianapolis 21 marzo 1950 Gara 1 | Ind. Olympians | 86 – 85 (23-24, 22-15, 14-25, 27-21) referto | Sheb. Red Skins | Butler Fieldhouse |
| R. Beard 17 Punti J. Burmaster 19 |                |                                              |                 |                   |
|                                   |                |                                              |                 |                   |
| R. Beard 17                       | Punti          | J. Burmaster 19                              |                 |                   |

| Sheboygan 23 marzo 1950 Gara 2  | Sheb. Red Skins | 95 – 85 (21-31, 28-22, 20-15, 26-17) referto | Ind. Olympians | Sheboygan Municipal Auditorium and Armory |
| B. Brannum 17 Punti A. Groza 26 |                 |                                              |                |                                           |
|                                 |                 |                                              |                |                                           |
| B. Brannum 17                   | Punti           | A. Groza 26                                  |                |                                           |

| Indianapolis 25 marzo 1950 Gara 3 | Ind. Olympians | 91 – 84 (27-22, 19-18, 19-28, 26-16) referto | Sheb. Red Skins | Butler Fieldhouse |
| A. Groza 30 Punti N. Jorgensen 20 |                |                                              |                 |                   |
|                                   |                |                                              |                 |                   |
| A. Groza 30                       | Punti          | N. Jorgensen 20                              |                 |                   |

PRECEDENTI IN REGULAR SEASON
| Regular Season 1949-50 | Ind. Olympians | 5 – 2 | Sheb. Red Skins | Referto 1 - Referto 2 - Referto 3 - Referto 4, Referto 5 - Referto 6, Referto 7 |
| Sheboygan Red Skins 104 Indianapolis Olympians 85 Sheboygan Red Skins 75 Indianapolis Olympians 107 Indianapolis Olympians 78 Sheboygan Red Skins 86 Sheboygan Red Skins 87 Punti 101 Indianapolis Olympians 59 Sheboygan Red Skins 89 Indianapolis Olympians 77 Sheboygan Red Skins 83 Sheboygan Red Skins 107 Indianapolis Olympians 92 Indianapolis Olympians |                | |                 |                                                                                 |
| |                | |                 |                                                                                 |
| Sheboygan Red Skins 104 Indianapolis Olympians 85 Sheboygan Red Skins 75 Indianapolis Olympians 107 Indianapolis Olympians 78 Sheboygan Red Skins 86 Sheboygan Red Skins 87 | Punti          | 101 Indianapolis Olympians 59 Sheboygan Red Skins 89 Indianapolis Olympians 77 Sheboygan Red Skins 83 Sheboygan Red Skins 107 Indianapolis Olympians 92 Indianapolis Olympians |                 |                                                                                 |

PRECEDENTI NEI PLAYOFF

Si è trattata della prima sfida tra le due squadre ai playoff.

#### (2) Anderson Packers - (3) Tri-Cities Blackhawks
RISULTATO FINALE: 2-1
| Anderson 21 marzo 1950 Gara 1   | Anderson Packers | 89 – 77 (20-17, 15-21, 21-19, 33-20) referto | Tri-Cit. Blackhawks | Anderson High School Wigwam |
| R. Owens 19 Punti J. Nichols 27 |                  |                                              |                     |                             |
|                                 |                  |                                              |                     |                             |
| R. Owens 19                     | Punti            | J. Nichols 27                                |                     |                             |

| Moline 23 marzo 1950 Gara 2     | Tri-Cit. Blackhawks | 76 – 75 (13-9, 18-12, 21-22, 24-32) referto | Anderson Packers | Wharton Field House |
| J. Nichols 23 Punti F. Brian 26 |                     |                                             |                  |                     |
|                                 |                     |                                             |                  |                     |
| J. Nichols 23                   | Punti               | F. Brian 26                                 |                  |                     |

| Anderson 24 marzo 1950 Gara 3     | Anderson Packers | 94 – 71 (22-21, 25-18, 26-11, 21-21) referto | Tri-Cit. Blackhawks | Anderson High School Wigwam |
| J. Hargis 21 Punti D. Eddleman 23 |                  |                                              |                     |                             |
|                                   |                  |                                              |                     |                             |
| J. Hargis 21                      | Punti            | D. Eddleman 23                               |                     |                             |

PRECEDENTI IN REGULAR SEASON
| Regular Season 1949-50 | Anderson Packers | 7 – 2 | Tri-Cit. Blackhawks | Referto 1 - Referto 2 - Referto 3 - Referto 4, Referto 5 - Referto 6, Referto 7 - Referto 8 - Referto 9 |
| Anderson Packers 110 (3 t.s.) Anderson Packers 102 Anderson Packers 81 Tri-Cities Blackhawks 69 Tri-Cities Blackhawks 88 Anderson Packers 96 Tri-Cities Blackhawks 81 Anderson Packers 88 Tri-Cities Blackhawks 67 Punti 87 Tri-Cities Blackhawks 99 Tri-Cities Blackhawks 72 Tri-Cities Blackhawks 78 Anderson Packers 81 Anderson Packers 99 Tri-Cities Blackhawks 90 Anderson Packers 77 Tri-Cities Blackhawks 82 Anderson Packers |                  | |                     | |
| |                  | |                     | |
| Anderson Packers 110 (3 t.s.) Anderson Packers 102 Anderson Packers 81 Tri-Cities Blackhawks 69 Tri-Cities Blackhawks 88 Anderson Packers 96 Tri-Cities Blackhawks 81 Anderson Packers 88 Tri-Cities Blackhawks 67 | Punti            | 87 Tri-Cities Blackhawks 99 Tri-Cities Blackhawks 72 Tri-Cities Blackhawks 78 Anderson Packers 81 Anderson Packers 99 Tri-Cities Blackhawks 90 Anderson Packers 77 Tri-Cities Blackhawks 82 Anderson Packers |                     | |

PRECEDENTI NEI PLAYOFF

Si è trattata della prima sfida tra le due squadre ai playoff.

### Finale

#### (1) Indianapolis Olympians - (2) Anderson Packers
RISULTATO FINALE: 1-2
| Indianapolis 28 marzo 1950 Gara 1 | Ind. Olympians | 77 – 74 (16-19, 21-19, 17-20, 23-16) referto | Anderson Packers | Butler Fieldhouse |
| A. Groza 31 Punti M. Komenich 14  |                |                                              |                  |                   |
|                                   |                |                                              |                  |                   |
| A. Groza 31                       | Punti          | M. Komenich 14                               |                  |                   |

| Anderson 30 marzo 1950 Gara 2                          | Anderson Packers | 84 – 67 (15-23, 21-11, 25-20, 23-13) referto | Ind. Olympians | Anderson High School Wigwam |
| J. Hargis , B. Closs , F. Brian 13 Punti J. Holland 14 |                  |                                              |                |                             |
|                                                        |                  |                                              |                |                             |
| J. Hargis, B. Closs, F. Brian 13                       | Punti            | J. Holland 14                                |                |                             |

| Indianapolis 1 aprile 1950 Gara 3 | Ind. Olympians | 65 – 67 (18-17, 12-12, 14-18, 21-20) referto | Anderson Packers | Butler Fieldhouse |
| A. Groza 26 Punti F. Brian 14     |                |                                              |                  |                   |
|                                   |                |                                              |                  |                   |
| A. Groza 26                       | Punti          | F. Brian 14                                  |                  |                   |

PRECEDENTI IN REGULAR SEASON
| Regular Season 1949-50 | Ind. Olympians | 5 – 2 | Anderson Packers | Referto 1 - Referto 2 - Referto 3 - Referto 4, Referto 5 - Referto 6, Referto 7 |
| Indianapolis Olympians 72 Anderson Packers 69 Indianapolis Olympians 89 Anderson Packers 78 Indianapolis Olympians 76 Indianapolis Olympians 107 Anderson Packers 90 Punti 83 Anderson Packers 72 Indianapolis Olympians 82 Anderson Packers 91 Indianapolis Olympians 107 Anderson Packers 93 Anderson Packers 97 Indianapolis Olympians |                | |                  |                                                                                 |
| |                | |                  |                                                                                 |
| Indianapolis Olympians 72 Anderson Packers 69 Indianapolis Olympians 89 Anderson Packers 78 Indianapolis Olympians 76 Indianapolis Olympians 107 Anderson Packers 90 | Punti          | 83 Anderson Packers 72 Indianapolis Olympians 82 Anderson Packers 91 Indianapolis Olympians 107 Anderson Packers 93 Anderson Packers 97 Indianapolis Olympians |                  |                                                                                 |

PRECEDENTI NEI PLAYOFF

Si è trattata della prima sfida tra le due squadre ai playoff.

## Semifinale NBA

### Minneapolis Lakers - Anderson Packers
RISULTATO FINALE: 2-0
| Minneapolis 5 aprile 1950 Gara 1                                                    | Minneapolis Lakers | 75 – 50 (27-19, 48-31, 27-19, 48-31) referto | Anderson Packers | Minneapolis Auditorium (6.136 spett.) |
| G. Mikan 26 Punti B. Closs 12 J. Pollard 5 Assist B. Closs , J. Hargis , R. Owens 2 |                    |                                              |                  |                                       |
|                                                                                     |                    |                                              |                  |                                       |
| G. Mikan 26                                                                         | Punti              | B. Closs 12                                  |                  |                                       |
| J. Pollard 5                                                                        | Assist             | B. Closs, J. Hargis, R. Owens 2              |                  |                                       |

| Anderson 6 aprile 1950 Gara 2 | Anderson Packers | 71 – 90 (21-25, 22-18, 8-21, 20-26) referto | Minneapolis Lakers | Anderson High School Wigwam |
| B. Closs 16 Punti G. Mikan 32 |                  |                                             |                    |                             |
|                               |                  |                                             |                    |                             |
| B. Closs 16                   | Punti            | G. Mikan 32                                 |                    |                             |

PRECEDENTI IN REGULAR SEASON
| Regular Season 1949-50                                                                    | Minneapolis Lakers | 1 – 1                                     | Anderson Packers | Referto 1 - Referto 2 |
| Anderson Packers 83 Minneapolis Lakers 87 Punti 80 Minneapolis Lakers 75 Anderson Packers |                    |                                           |                  |                       |
|                                                                                           |                    |                                           |                  |                       |
| Anderson Packers 83 Minneapolis Lakers 87                                                 | Punti              | 80 Minneapolis Lakers 75 Anderson Packers |                  |                       |

PRECEDENTI NEI PLAYOFF

Si è trattata della prima sfida tra le due squadre ai playoff.

## NBA Finals 1950

### Syracuse Nationals - Minneapolis Lakers
RISULTATO FINALE
|  | Syracuse Nationals | 2 – 4 | Minneapolis Lakers |  |

PRECEDENTI IN REGULAR SEASON
| Regular Season 1949-50                                                                        | Syracuse Nationals | 1 – 1                                       | Minneapolis Lakers | Referto 1 - Referto 2 |
| Minneapolis Lakers 98 Syracuse Nationals 84 Punti 88 Syracuse Nationals 75 Minneapolis Lakers |                    |                                             |                    |                       |
|                                                                                               |                    |                                             |                    |                       |
| Minneapolis Lakers 98 Syracuse Nationals 84                                                   | Punti              | 88 Syracuse Nationals 75 Minneapolis Lakers |                    |                       |

PRECEDENTI NEI PLAYOFF

Si è trattata della prima sfida tra le due squadre ai playoff.

#### Roster
| \| Pos. \| Num. \| Naz. \| Nome \| Altezza \| Peso \| Data nascita \| Provenienza \| \| ---- \| ----- \| ---- \| --------------- \| ------- \| ------ \| ------------ \| ---------------- \| \| AG \| 15 \| \| Carlson, Don \| 183 cm \| 77 kg \| 22-03-1919 \| Minnesota \| \| AP \| 18 \| \| Ferrin, Arnie \| 188 cm \| 82 kg \| 29-07-1925 \| Utah \| \| AG \| 20 \| \| Glick, Normie \| 198 cm \| 86 kg \| 10-11-1927 \| Loyola Marymount \| \| AG \| 14-20 \| \| Grant, Bud \| 191 cm \| 88 kg \| 20-05-1927 \| Minnesota \| \| G \| 16 \| \| Harrison, Bob \| 185 cm \| 86 kg \| 12-08-1927 \| Michigan \| \| G \| 11 \| \| Hassett, Billy \| 180 cm \| 82 kg \| 21-10-1921 \| Notre Dame \| \| G/AP \| 13 \| \| Jaros, Tony \| 191 cm \| 84 kg \| 22-02-1920 \| Minnesota \| \| P \| 22 \| \| Martin, Slater \| 178 cm \| 77 kg \| 22-10-1925 \| Texas \| \| C \| 99 \| \| Mikan, George \| 208 cm \| 77 kg \| 18-06-1924 \| DePaul \| \| A/C \| 19 \| \| Mikkelsen, Vern \| 201 cm \| 111 kg \| 21-10-1928 \| Hamline \| \| A/C \| 17 \| \| Pollard, Jim \| 193 cm \| 104 kg \| 09-07-1922 \| Stanford \| \| G/AP \| 10 \| \| Schaefer, Herm \| 183 cm \| 84 kg \| 20-12-1918 \| Indiana \| \| G/AP \| 12 \| \| Stump, Gene \| 188 cm \| 84 kg \| 09-08-1925 \| DePaul \| \| G/AP \| 14 \| \| Walther, Paul \| 188 cm \| 73 kg \| 23-03-1927 \| Tennessee \| | Allenatore - John Kundla Legenda - (C) Capitano - (FA) Free agent - (S) Sospeso - (TW) Contratto Two-way - (GL) Assegnato a squadra G League affiliata - Infortunato Roster • Transazioni · Ultima transazione: 25 aprile 1950 |                        |                 |         |        |              |                  |
| Pos. | Num. | Naz.                   | Nome            | Altezza | Peso   | Data nascita | Provenienza      |
| AG | 15 | Stati Uniti (bandiera) | Carlson, Don    | 183 cm  | 77 kg  | 22-03-1919   | Minnesota        |
| AP | 18 | Stati Uniti (bandiera) | Ferrin, Arnie   | 188 cm  | 82 kg  | 29-07-1925   | Utah             |
| AG | 20 | Stati Uniti (bandiera) | Glick, Normie   | 198 cm  | 86 kg  | 10-11-1927   | Loyola Marymount |
| AG | 14-20 | Stati Uniti (bandiera) | Grant, Bud      | 191 cm  | 88 kg  | 20-05-1927   | Minnesota        |
| G | 16 | Stati Uniti (bandiera) | Harrison, Bob   | 185 cm  | 86 kg  | 12-08-1927   | Michigan         |
| G | 11 | Stati Uniti (bandiera) | Hassett, Billy  | 180 cm  | 82 kg  | 21-10-1921   | Notre Dame       |
| G/AP | 13 | Stati Uniti (bandiera) | Jaros, Tony     | 191 cm  | 84 kg  | 22-02-1920   | Minnesota        |
| P | 22 | Stati Uniti (bandiera) | Martin, Slater  | 178 cm  | 77 kg  | 22-10-1925   | Texas            |
| C | 99 | Stati Uniti (bandiera) | Mikan, George   | 208 cm  | 77 kg  | 18-06-1924   | DePaul           |
| A/C | 19 | Stati Uniti (bandiera) | Mikkelsen, Vern | 201 cm  | 111 kg | 21-10-1928   | Hamline          |
| A/C | 17 | Stati Uniti (bandiera) | Pollard, Jim    | 193 cm  | 104 kg | 09-07-1922   | Stanford         |
| G/AP | 10 | Stati Uniti (bandiera) | Schaefer, Herm  | 183 cm  | 84 kg  | 20-12-1918   | Indiana          |
| G/AP | 12 | Stati Uniti (bandiera) | Stump, Gene     | 188 cm  | 84 kg  | 09-08-1925   | DePaul           |
| G/AP | 14 | Stati Uniti (bandiera) | Walther, Paul   | 188 cm  | 73 kg  | 23-03-1927   | Tennessee        |

| \| Pos. \| Num. \| Naz. \| Nome \| Altezza \| Peso \| Data nascita \| Provenienza \| \| ---- \| ----- \| ---- \| ------------------ \| ------- \| ------ \| ------------ \| -------------------- \| \| G/AP \| 15 \| \| Cervi, Al \| 180 cm \| 77 kg \| 12-02-1917 \| East High School \| \| A \| 11-9 \| \| Chollet, Leroy \| 188 cm \| 86 kg \| 05-03-1924 \| Loyola \| \| G \| 4-9 \| \| Corley, Ray \| 183 cm \| 82 kg \| 01-01-1928 \| Georgetown \| \| G/AP \| 35-7 \| \| Gabor, Bill \| 180 cm \| 77 kg \| 13-05-1922 \| Syracuse \| \| A/C \| 10 \| \| Hannum, Alex \| 201 cm \| 95 kg \| 19-07-1923 \| Southern California \| \| G/AP \| 14 \| \| Levane, Andrew \| 188 cm \| 86 kg \| 11-04-1920 \| St. John's \| \| G/AP \| 5 \| \| Macknowski, Johnny \| 183 cm \| 82 kg \| 07-01-1923 \| Seton Hall \| \| C \| 13-50 \| \| Peterson, Ed \| 206 cm \| 100 kg \| 27-06-1924 \| Cornell \| \| A/C \| 6-65 \| \| Ratkovicz, George \| 198 cm \| 100 kg \| 13-11-1922 \| Lindblom High School \| \| A/C \| 4-55 \| \| Schayes, Dolph \| 201 cm \| 88 kg \| 19-05-1928 \| New York \| \| G/AP \| 25-8 \| \| Seymour, Paul \| 185 cm \| 82 kg \| 30-01-1928 \| Toledo \| | Allenatore - Al Cervi Legenda - (C) Capitano - (FA) Free agent - (S) Sospeso - (TW) Contratto Two-way - (GL) Assegnato a squadra G League affiliata - Infortunato Roster • Transazioni · Ultima transazione: 25 aprile 1950 |                        |                    |         |        |              |                      |
| Pos. | Num. | Naz.                   | Nome               | Altezza | Peso   | Data nascita | Provenienza          |
| G/AP | 15 | Stati Uniti (bandiera) | Cervi, Al          | 180 cm  | 77 kg  | 12-02-1917   | East High School     |
| A | 11-9 | Stati Uniti (bandiera) | Chollet, Leroy     | 188 cm  | 86 kg  | 05-03-1924   | Loyola               |
| G | 4-9 | Stati Uniti (bandiera) | Corley, Ray        | 183 cm  | 82 kg  | 01-01-1928   | Georgetown           |
| G/AP | 35-7 | Stati Uniti (bandiera) | Gabor, Bill        | 180 cm  | 77 kg  | 13-05-1922   | Syracuse             |
| A/C | 10 | Stati Uniti (bandiera) | Hannum, Alex       | 201 cm  | 95 kg  | 19-07-1923   | Southern California  |
| G/AP | 14 | Stati Uniti (bandiera) | Levane, Andrew     | 188 cm  | 86 kg  | 11-04-1920   | St. John's           |
| G/AP | 5 | Stati Uniti (bandiera) | Macknowski, Johnny | 183 cm  | 82 kg  | 07-01-1923   | Seton Hall           |
| C | 13-50 | Stati Uniti (bandiera) | Peterson, Ed       | 206 cm  | 100 kg | 27-06-1924   | Cornell              |
| A/C | 6-65 | Stati Uniti (bandiera) | Ratkovicz, George  | 198 cm  | 100 kg | 13-11-1922   | Lindblom High School |
| A/C | 4-55 | Stati Uniti (bandiera) | Schayes, Dolph     | 201 cm  | 88 kg  | 19-05-1928   | New York             |
| G/AP | 25-8 | Stati Uniti (bandiera) | Seymour, Paul      | 185 cm  | 82 kg  | 30-01-1928   | Toledo               |

#### Risultati
| Arbitri: | Pat Kennedy John Nucatola |

|                                                                         |            |                                                                      |
| D. Schayes 19                                                           | Punti      | G. Mikan 37                                                          |
| Cervi, Gabor, Hannum, Macknowski, Peterson, Ratkovicz, Schayes, Seymour | Formazioni | Ferrin, Grant, Harrison, Martin, Mikan, Mikkelsen, Pollard, Schaefer |

| Arbitri: | Pat Kennedy John Nucatola |

|                                                                                 |            |                                                                               |
| G. Ratkovicz 17                                                                 | Punti      | G. Mikan 32                                                                   |
| Cervi, Gabor, Hannum, Levane, Macknowski, Peterson, Ratkovicz, Schayes, Seymour | Formazioni | Carlson, Ferrin, Grant, Harrison, Martin, Mikan, Mikkelsen, Pollard, Schaefer |

| Saint Paul 14 aprile 1950 Gara 3 | Minneapolis Lakers | 91 – 67 (21-15, 21-24, 24-16, 25-22) referto                                      | Syracuse Nationals | St. Paul Auditorium (10.288 spett.) |
| \| \| \| \| \| G. Mikan 28 \| Punti \| J. Macknowski 25 \| \| G. Mikan 8 \| Assist \| P. Seymour 5 \| \| Carlson, Ferrin, Grant, Harrison, Hassett, Martin, Mikan, Mikkelsen, Pollard, Schaefer \| Formazioni \| Cervi, Chollet, Hannum, Levane, Macknowski, Peterson, Ratkovicz, Schayes, Seymour \| |                    |                                                                                   |                    |                                     |
| |                    |                                                                                   |                    |                                     |
| G. Mikan 28 | Punti              | J. Macknowski 25                                                                  |                    |                                     |
| G. Mikan 8 | Assist             | P. Seymour 5                                                                      |                    |                                     |
| Carlson, Ferrin, Grant, Harrison, Hassett, Martin, Mikan, Mikkelsen, Pollard, Schaefer | Formazioni         | Cervi, Chollet, Hannum, Levane, Macknowski, Peterson, Ratkovicz, Schayes, Seymour |                    |                                     |

| Arbitri: | Pat Kennedy John Nucatola |

|                                                                      |            |                                                                                 |
| G. Mikan 28                                                          | Punti      | D. Schayes, A. Hannum 18                                                        |
| J. Pollard 4                                                         | Assist     | B. Gabor 6                                                                      |
| Ferrin, Grant, Harrison, Martin, Mikan, Mikkelsen, Pollard, Schaefer | Formazioni | Cervi, Gabor, Hannum, Levane, Macknowski, Peterson, Ratkovicz, Schayes, Seymour |

| Geddes 20 aprile 1950 Gara 5 | Syracuse Nationals | 83 – 76 (14-16, 24-8, 23-19, 22-33) referto                                            | Minneapolis Lakers | State Fair Coliseum (9.024 spett.) |
| \| \| \| \| \| D. Schayes 19 \| Punti \| G. Mikan 28 \| \| Cervi, Chollet, Corley, Gabor, Hannum, Macknowski, Peterson, Ratkovicz,Schayes, Seymour \| Formazioni \| Carlson, Ferrin, Grant, Harrison, Hassett, Martin, Mikan, Mikkelsen, Pollard, Schaefer \| |                    |                                                                                        |                    |                                    |
| |                    |                                                                                        |                    |                                    |
| D. Schayes 19 | Punti              | G. Mikan 28                                                                            |                    |                                    |
| Cervi, Chollet, Corley, Gabor, Hannum, Macknowski, Peterson, Ratkovicz,Schayes, Seymour | Formazioni         | Carlson, Ferrin, Grant, Harrison, Hassett, Martin, Mikan, Mikkelsen, Pollard, Schaefer |                    |                                    |

| Arbitri: | Jim Biersdorf John Nucatola |

|                                                                                               |            |                                                                                                  |
| G. Mikan 40                                                                                   | Punti      | D. Schayes 23                                                                                    |
| J. Pollard 10                                                                                 | Assist     | J. Macknowski 5                                                                                  |
| Carlson, Ferrin, Grant, Harrison, Hassett, Jaros, Martin, Mikan, Mikkelsen, Pollard, Schaefer | Formazioni | Cervi, Chollet, Corley, Gabor, Hannum, Levane, Macknowski, Peterson, Ratkovicz, Schayes, Seymour |

| Campione NBA 1949-1950         |
| ------------------------------ |
| Minneapolis Lakers (2º titolo) |

#### Hall of famer
| NBA Finals           | Atleta         | Squadra            | Anno |            |
| -------------------- | -------------- | ------------------ | ---- | ---------- |
| Giocatore            | George Mikan   | Minneapolis Lakers | 1959 | Giocatore  |
| Giocatore            | Jim Pollard    | Minneapolis Lakers | 1978 | Giocatore  |
| Giocatore            | Vern Mikkelsen | Minneapolis Lakers | 1995 | Giocatore  |
| Giocatore            | Slater Martin  | Minneapolis Lakers | 1982 | Giocatore  |
| Allenatore           | John Kundla    | Minneapolis Lakers | 1995 | Allenatore |
| Giocatore            | Dolph Schayes  | Syracuse Nationals | 1973 | Giocatore  |
| Giocatore            | Alex Hannum    | Syracuse Nationals | 1998 | Allenatore |
| Giocatore Allenatore | Al Cervi       | Syracuse Nationals | 1985 | Giocatore  |

## Squadra vincitrice
| N°    | Naz.                   | Ruolo | Sportivo       | Anno | Alt. | Peso |
| ----- | ---------------------- | ----- | -------------- | ---- | ---- | ---- |
| 10    | Stati Uniti (bandiera) | GA    | Herm Schaefer  | 1918 | 183  | 79   |
| 11    | Stati Uniti (bandiera) | G     | Billy Hassett  | 1921 | 180  | 82   |
| 12    | Stati Uniti (bandiera) | GA    | Gene Stump     | 1923 | 188  | 84   |
| 13    | Stati Uniti (bandiera) | GA    | Tony Jaros     | 1920 | 191  | 84   |
| 14-20 | Stati Uniti (bandiera) | A     | Bud Grant      | 1927 | 191  | 88   |
| 14    | Stati Uniti (bandiera) | GA    | Paul Walther   | 1927 | 188  | 73   |
| 15    | Stati Uniti (bandiera) | GA    | Don Carlson    | 1919 | 183  | 77   |
| 16    | Stati Uniti (bandiera) | G     | Bob Harrison   | 1927 | 185  | 86   |
| 17    | Stati Uniti (bandiera) | AC    | Jim Pollard    | 1922 | 193  | 84   |
| 18    | Stati Uniti (bandiera) | GA    | Arnie Ferrin   | 1922 | 188  | 82   |
| 19    | Stati Uniti (bandiera) | AC    | Vern Mikkelsen | 1928 | 201  | 104  |
| 20    | Stati Uniti (bandiera) | A     | Normie Glick   | 1927 | 201  | 86   |
| 22    | Stati Uniti (bandiera) | G     | Slater Martin  | 1925 | 178  | 77   |
| 99    | Stati Uniti (bandiera) | C     | George Mikan   | 1924 | 208  | 111  |

## Statistiche
Aggiornate al 27 dicembre 2021.
| Categoria | Giocatore    | Squadra            | Media | PG |
| --------- | ------------ | ------------------ | ----- | -- |
| Punti     | George Mikan | Minneapolis Lakers | 31,3  | 12 |
| Assist    | Dick McGuire | N.Y. Knicks        | 5,4   | 5  |